# Haliplus tumidus
Haliplus tumidus is een keversoort uit de familie watertreders (Haliplidae). De wetenschappelijke naam van de soort is voor het eerst geldig gepubliceerd in 1880 door LeConte.